# Maap
Maap è una municipalità di Yap, nel distretto omonimo di Yap, dello Stato di Yap, uno degli Stati Federati di Micronesia. 
Ha una superficie di 10 km² e 633 abitanti (Census 2008).
| Controllo di autorità | VIAF (EN) 166531102 |